# Hydropsalis cayennensis
Hydropsalis cayennensis е вид птица от семейство Caprimulgidae.

## Разпространение
Видът е разпространен в Антигуа и Барбуда, Аруба, Барбадос, Бонер, Синт Еустациус, Саба, Бразилия, Венецуела, Гваделупа, Гвиана, Доминика, Еквадор, Колумбия, Коста Рика, Кюрасао, Мартиника, Монсерат, Панама, Пуерто Рико, Сейнт Китс и Невис, Сейнт Лусия, Сейнт Винсент и Гренадини, Суринам, Тринидад и Тобаго и Френска Гвиана.